# Cray XE6

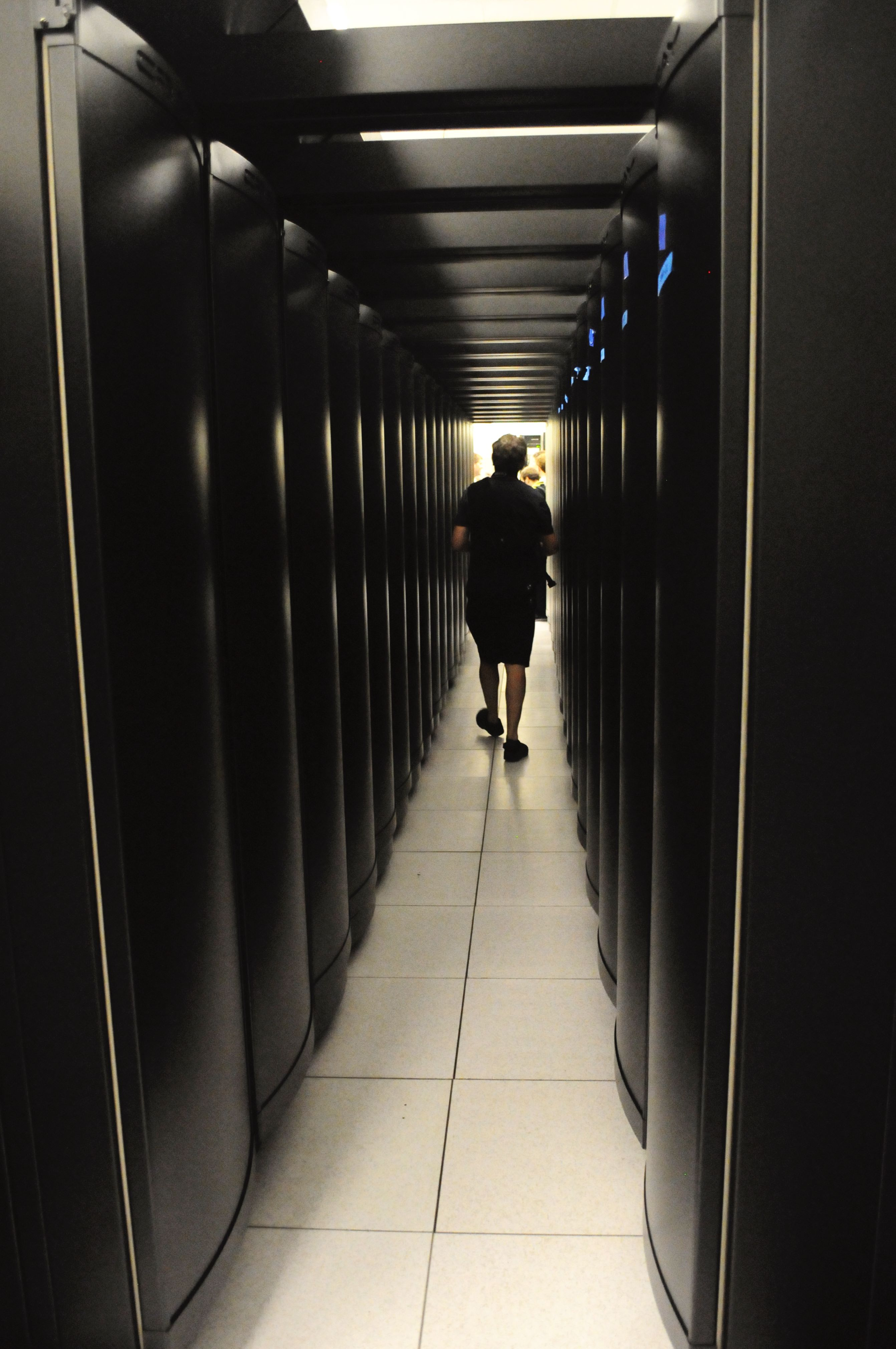
Между стойками Cray XE6

Cray XE6 (кодовое название Baker во время разработки) — это улучшенная версия суперкомпьютера Cray XT6, официально представленная 25 мая 2010 года. В XE6 используется тот же блейд, что и в XT6, с теми же 8- или 12-ядерными процессорами AMD Opteron 6100 (с общим числом в 3.072 ядра на каждую вычислительную стойку), но вместо роутера SeaStar2+, использовавшегося в Cray XT5 и XT6, установлен специализированный более быстрый и лучше масштабируемый роутер-чип Gemini. С его помощью между узлами создается сетевая топология «3-мерный тор».
Каждый вычислительный узел в системе XE6 имеет два сокета под процессоры и оборудуется 32 и 64 Гб ОЗУ DDR3 SDRAM. Два узла используют совместно один роутер-чип Gemini.
XE6 работает под управлением операционной среды Cray Linux Environment версии 3. В её состав входит SUSE Linux Enterprise Server и Compute Node Linux от компании Cray.

## Установленные системы
- Hopper (1,28 Пфлопс) — National Energy Research Scientific Computing Center (США)[3]
- Hermit (1,045 Пфлопс) — Центр высокопроизводительных вычислений, Штутгарт (Германия)[4]
- Academic Center for Computing and Media Studies Kyoto University (Япония)[5]